# 工藤稔
工藤 稔（くどう みのる、1955年5月18日 - ）は、日本の実業家。大同生命保険代表取締役会長。大阪府出身。

## 来歴
1978年に関西学院大学商学部卒業後、大同生命保険入社。2005年取締役、2014年代表取締役副社長を経て、2015年代表取締役社長、2021年より現職。